# Ludmilla Tchérina
Ludmilla Tchérina, nata Monique Tchemerzine (Parigi, 10 ottobre 1924 – Parigi, 21 marzo 2004), è stata una ballerina, attrice, scrittrice, scultrice e pittrice francese.

## Biografia
Figlia della francese Stéphane Finette e del principe circasso Avenir Tchemerzine, generale zarista rifugiato a Parigi dopo la caduta dell'Impero russo, Monika Tchemerzine cominciò a studiare danza all'età di tre anni. Sua maestra fu Olga Preobrajenska, dopodiché i genitori la affidarono all'insegnante italiana Madame d'Alessandri. Fu allieva anche di Georges Ricaux, completando la sua formazione nel corpo di ballo dell'Opéra de Paris.

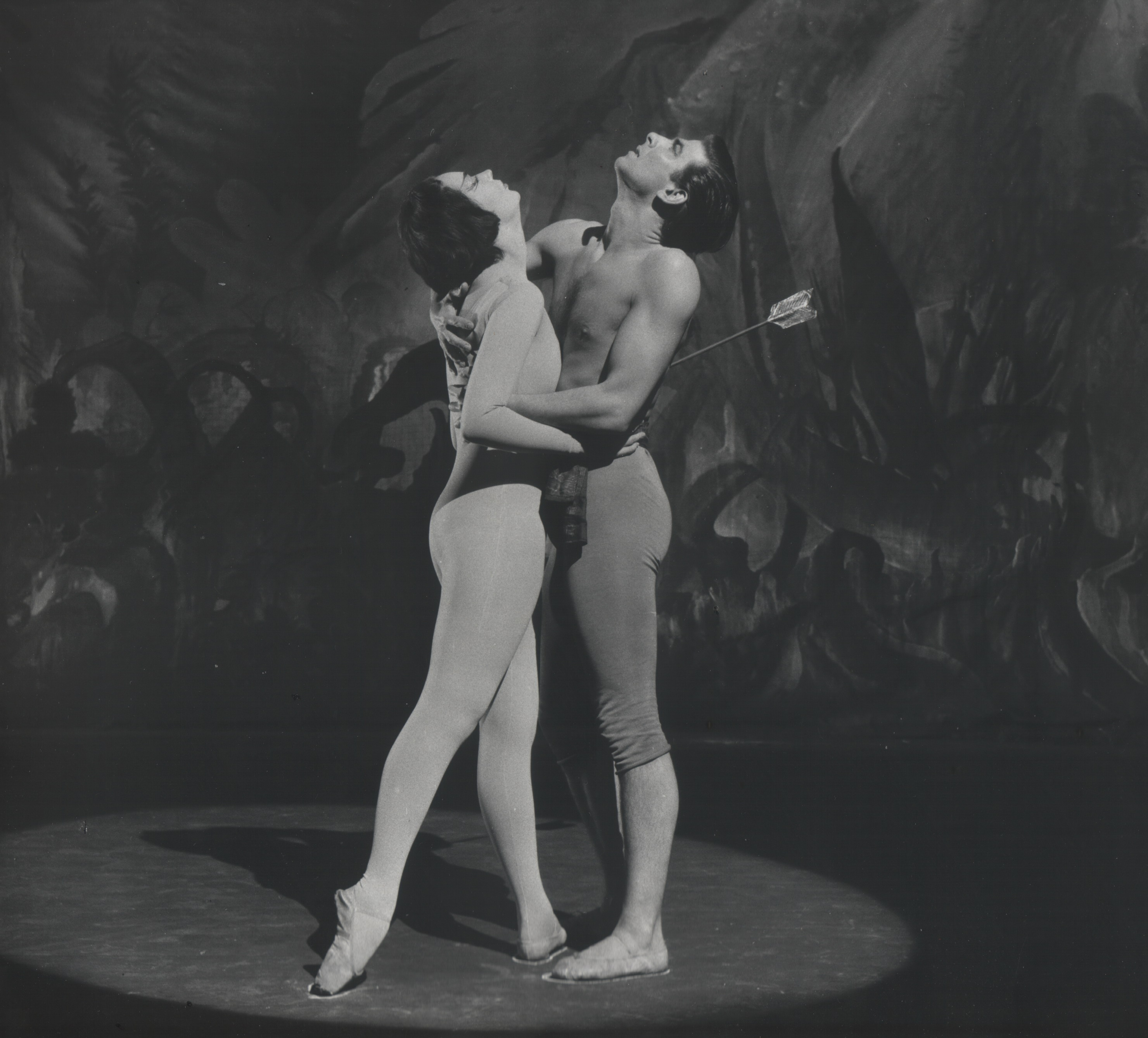
Ludmilla Tchérina nel film di Merusi e Gallone La figlia di Mata Hari (1954) con Guido Lauri.

Nel 1940, entrò a far parte della compagnia del Balletto di Monte Carlo condotta da Serge Lifar, diventando la più giovane prima ballerina della storia sotto lo pseudonimo di "Tcherzina". Nel 1946, a 21 anni, iniziò a lavorare anche per il cinema, interpretando un ruolo in Lo spettro del passato accanto a Louis Jouvet. Fu poi la prima ballerina che, per sposarsi, abbandona la compagnia di danza in Scarpette rosse di Michael Powell ed Emeric Pressburger, registi con i quali girerà nel 1951 I racconti di Hoffmann, dove interpreta la bellissima Giulietta, cortigiana senza cuore al servizio di un demoniaco personaggio chiamato Dappertutto. Poco dopo la fine delle riprese di questo film, suo marito Edmond Audran, che spesso era anche suo partner sul palcoscenico, restò ucciso in un incidente stradale. Per un periodo, Ludmilla Tchérina abbandonò le scene. Vi ritornò convinta dal secondo marito, Raymond Roi che aveva sposato il 28 maggio 1953. Insieme, i due fonderanno un balletto d'avanguardia nel quale Tchérina realizza il suo sogno di "teatro totale".

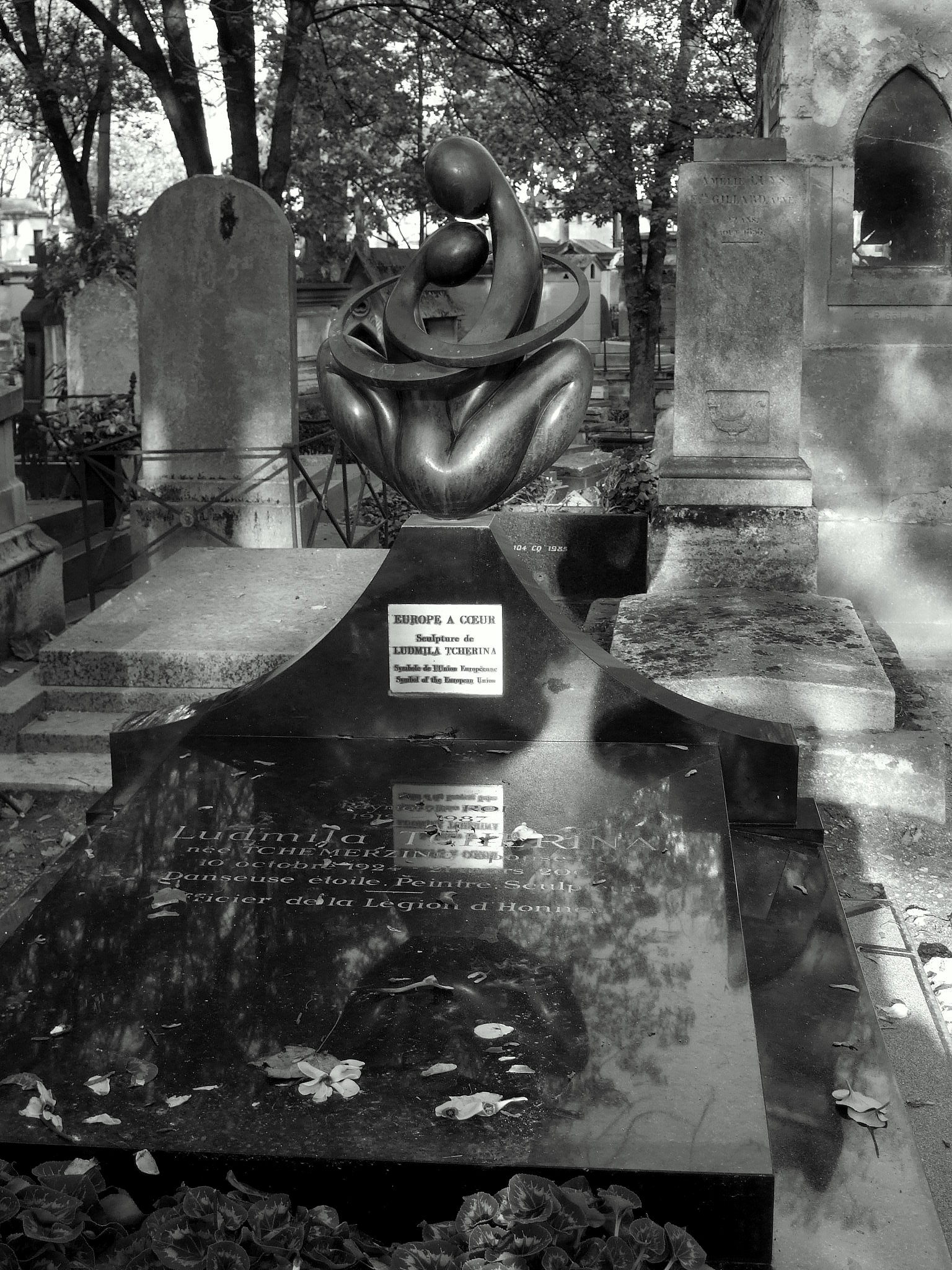
Tomba di Ludmila Tchérina nel cimitero di Montmartre

Riprese anche a lavorare per il cinema. Venne chiamata a Hollywood, dove, nel 1954, fu diretta da Douglas Sirk ne Il re dei barbari. Nel 1955, tornò ad essere diretta da Powell e Pressburger in Oh... Rosalinda!!, rivisitazione dell'operetta Die Fledermaus, dove veste i panni della spigliata Rosalinda. Nel 1959, sempre diretta da Powell, fu Anna, una ex ballerina che in Luna di miele, un famoso ballerino spagnolo cerca di indurre a tornare sulle scene. L'ultimo lavoro cinematografico di Ludmilla Tchérina risale al 1962.
Nel 1970, affascinò ancora il pubblico esibendosi in Giovanna d'Arco al rogo. Lavorò poi per la televisione, girando negli anni settanta alcuni film per la tv.
Negli anni ottanta, pubblicò due romanzi. Oltre a scrivere, si dedicò a due sue grandi passioni, la scultura e la pittura. Restò sposata a Roi fino alla morte del marito, avvenuta nel settembre del 1987.
Ludmilla Tchérina morì il 21 marzo 2004. Venne sepolta nel cimitero di Montmartre.

## Filmografia
- Lo spettro del passato (Un Revenant), regia di Christian-Jaque (1946)
- Scarpette rosse (The Red Shoes), regia di Michael Powell ed Emeric Pressburger (1948)
- Fandango, regia di Emil E. Reinert (1949)
- La Nuit s'achève, regia di Pierre Méré (1950)
- Anime incatenate (La Belle que voilà), regia di Jean-Paul Le Chanois (1951)
- La leggenda di Parsifal (Parsifal), regia di Daniel Mangrané e Carlos Serrano de Osma (1951)
- Mephisto-valse
- À la mémoire d'un héros
- I racconti di Hoffmann (The Tales of Hoffmann), regia di Michael Powell ed Emeric Pressburger (1951)
- Clara de Montargis, regia di Henri Decoin (1951)
- Grand Gala, regia di François Campaux (1952)
- Spartaco, regia di Riccardo Freda (1953)
- La figlia di Mata Hari, regia di Renzo Merusi e Carmine Gallone (1954)
- Il re dei barbari (Sign of the Pagan), regia di Douglas Sirk (1954)
- Oh... Rosalinda!!, regia di Michael Powell e Emeric Pressburger (1955)
- Luna di miele (Luna de miel), regia di Michael Powell (1959)
- Les Amants de Teruel, regia di Raymond Rouleau (1962)

## Doppiatrici italiane
- Lydia Simoneschi in Scarpette rosse, La figlia di Mata Hari